# Hrvatska na Paraolimpijskim igrama 2004.
Hrvatsku je na Paraolimpijskim igrama u Ateni 2004. godine predstavljalo 17 športaša u 5 športova.

## Medalje
| Medalja | Ime            | Šport    | Natjecanje     |
| ------- | -------------- | -------- | -------------- |
| bronca  | Mihovil Španja | plivanje | 100m leđno     |
| bronca  | Mihovil Španja | plivanje | 200m mješovito |
| bronca  | Mihovil Španja | plivanje | 400m slobodnim |
| bronca  | Jelena Vuković | atletika | disk           |

## Članovi Hrvatske paraolimpijske reprezentacije 2008.

### Atletika
- Vedran Lozanov
- Goran Žeželj
- Miroslav Matić
- Marija Iveković
- Mirjana Ružnjak
- Jelena Vuković

### Konjički sport
- Slaven Hudina
- Ivan Sršić

### Streljaštvo
- Damir Bošnjak
- Blaž Beljan

### Plivanje
- Mihovil Španja
- Nataša Sobočan
- Ana Sršen

### Stolni tenis
- Emil Gubica
- Ratko Kovačić
- Zoran Križanec
- Dragan Rakić

## Vanjske poveznice
- Hrvatski paraolimpijski odbor